# Стивенс, Анастасия
Анастаси́я (А́ся) Сти́венс, в замужестве маркиза Феррари ди Коллезапе (англ. Anastasia "Asya" Stevens, итал. marchesa Ferrari di Collesape; 10 июля 1942, Уолтем, Массачусетс — 19 декабря 1991, Москва) — американская артистка балета. Первая балерина из США в труппе Большого театра.

## Биография

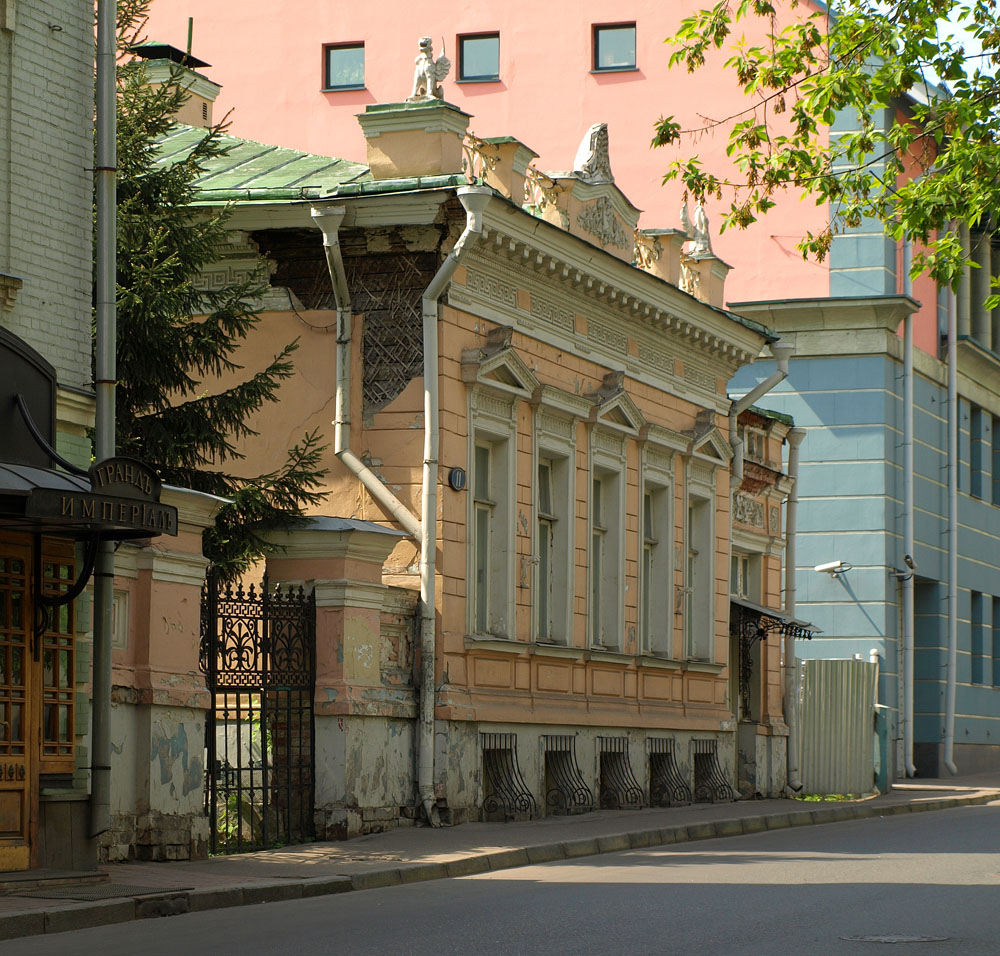
Дом Фалеева, в котором жила семья Стивенсов

Была вторым ребёнком в семье американского журналиста Эдмунда Стивенса и его жены Нины (урождённой Бондаренко). Старший брат — Эдмунд-младший (род. 1936), архитектор, президент компании Edmund Stevens Associates, Inc.
Родители Анастасии Стивенс по нескольку лет жили в Москве в тридцатые и сороковые годы, а окончательно обосновались здесь в начале хрущёвской оттепели. Им было разрешено арендовать особняк XIX века, который стал настоящим салоном, где собиралась столичная элита.
Стивенс свободно владела английским, итальянским, русским и французским языками. Училась живописи в Италии. В 1957 году поступила в хореографическое училище ГАБТ. Через три года была принята в труппу Большого театра, в составе которой в 1962 году гастролировала по Соединённым Штатам и Канаде. О Стивенс неоднократно писала американская пресса, в эфире телекомпании NBC вышел посвящённый ей небольшой фильм. Однако добиться больших успехов в балете она не смогла, оставив сцену из-за перелома ноги, склонности к лишнему весу и проблем с алкоголем.
В 1965 году вышла замуж за итальянского маркиза Аурелио Феррари ди Коллезапе. Впоследствии муж оказался в тюрьме по обвинению в неуплате налогов.

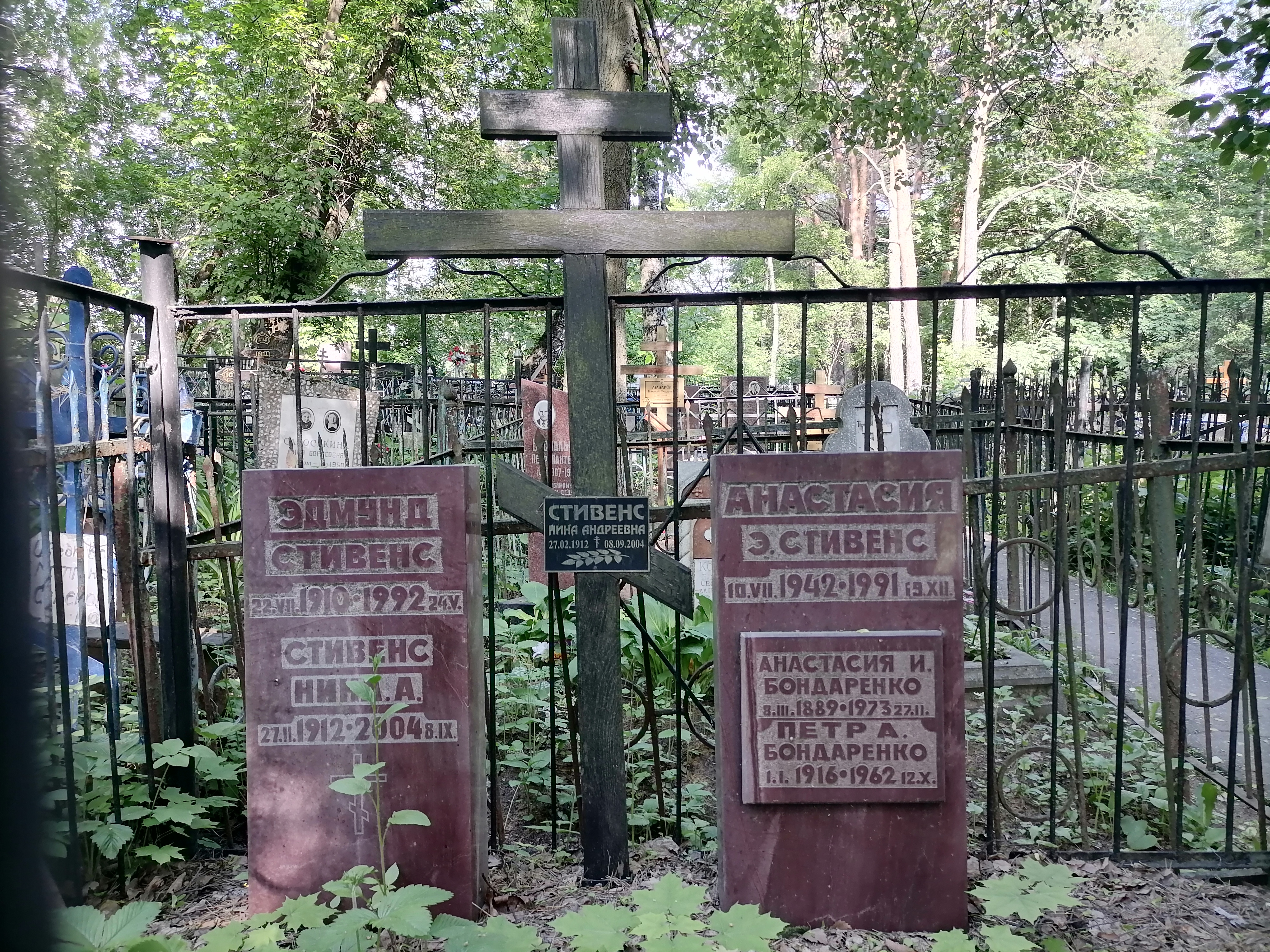
Захоронение семьи Стивенсов — Бондаренко на Переделкинском кладбище

Хорошо знавший семью Стивенсов Борис Мессерер вспоминал:

Их дочка Ася была бесшабашным существом — рыжая бестия, вся в конопушках, обаятельная и настоящий друг. Она резко говорила, резко вела себя, резко водила машину. У Стивенса было четыре машины, и Ася могла решать, на какой машине ей сегодня поехать. Чаще останавливала свой выбор на спортивной «вольво» и мчалась на диких скоростях, всегда на грани катастрофы, потому что плохо водила да к тому же часто выпивала.

19 декабря 1991 года умерла от последствий травм, полученных в автокатастрофе. Отпевание прошло по православному обряду в Храме Воскресения Словущего на Успенском Вражке. Похоронена на Переделкинском кладбище.